# Suíyuǎn
Suíyuǎn (綏遠) o Suiyuan o Suei-yuan fou una província històrica de la Xina. La capital fou Guisui (actualment Hohhot). L'abreviació fou 綏 (pinyin: suí). Comprenia aproximadament les actual prefectures de Hohhot, Baotou, Wuhai, Ordos, Baynnur, i part d'Ulaan Chab, totes a la Mongòlia Interior.
La província de Suiyuan fou creada per la República de la Xina després del 1912. Fou part de l'estat autònom de Mongòlia Interior o Mengjiang de 1937 a 1945 sota control japonès. Va romandre com a provincia fins al 1954 quan fou incorporada a la Regió Autònoma de Mongòlia Interior establerta per la República Popular de la Xina.
El seu nom deriva d'un districte de la capital establert per la dinastia Quing.